# Sarmatia mialis
Sarmatia mialis là một loài bướm đêm trong họ Erebidae.